# Le Bar de la Fourche
Pour les articles homonymes, voir Fourche (homonymie).
Pour plus de détails, voir Fiche technique et Distribution.
Le Bar de la Fourche est un film de procès français réalisé par Alain Levent, sorti en 1972.

## Synopsis
Canada, 1916. Van Horst, un aventurier, et Olivier, rencontrent Annie au bar de la Fourche, au milieu des bois. La jeune femme s'efforce de les séduire et de les opposer. Elle entend épouser l'un ou l'autre avec l'aide d'un tribunal local sans existence légale. Les deux hommes réussiront à échapper au piège.

## Fiche technique
- Titre : Le Bar de la Fourche
- Réalisation : Alain Levent
- Scénario : François Boyer, Philippe Dumarçay et Alain Levent, d'après le roman éponyme de Auguste Gilbert de Voisins
- Directeur de la photographie : Emmanuel Machuel
- Musique : Jacques Brel, Gérard Jouannest et François Rauber (dont La Chanson de Van Horst interprétée par Jacques Brel)
- Production : Georges de Beauregard
- Producteur : Gérard Beytout
- Société de production : Société Nouvelle de Cinématographie (SNC)
- Durée : 88 minutes
- Genre : comédie et aventures
- Pays :  France
- Date de sortie : 23 août 1972
- Affiche : Clément Hurel (France)

## Distribution
- Jacques Brel : Van Horst
- Isabelle Huppert : Annie
- Pierre-François Pistorio : Olivier
- Rosy Varte : Maria
- Malka Ribowska : Jane Holly
- Bernard Lajarrige : Nicky Holly
- Jean-Claude Bouillaud : Carletti
- Diane Kurys : Christie
- Robert Angebaud
- des comédiens de la Comédie de l'Ouest

## Édition
Le film en version remasterisé est sorti en DVD en 2014 dans la collection Les classiques français SNC de M6 Vidéo.

## Autour du film
- Le film a été tourné en partie dans les décors naturels de la forêt de Paimpont.
- Ce film est le seul long métrage de cinéma du réalisateur qui a par ailleurs une prestigieuse carrière de directeur de la photographie.
- dans le générique il est écrit "pour la première fois à l'écran:  Isabelle Huppert.